# Mistrzostwa Europy w Rugby 7 Mężczyzn 2011
Mistrzostwa Europy w Rugby 7 Mężczyzn 2011 – dziesiąte mistrzostwa Europy w rugby 7 mężczyzn, oficjalne międzynarodowe zawody rugby 7 o randze mistrzostw kontynentu organizowane przez FIRA-AER mające na celu wyłonienie najlepszej męskiej reprezentacji narodowej w tej dyscyplinie sportu w Europie. Zostały rozegrane w formie siedmiu turniejów w trzech hierarchicznie ułożonych dywizjach w okresie od 18 czerwca – 17 lipca 2011 roku. W walce o tytuł mistrzowski brało udział dwanaście zespołów, pozostałe europejskie drużyny, które przystąpiły do rozgrywek, występowały w niższych dywizjach, pomiędzy wszystkimi trzema istniał system awansów i spadków.
W pierwszych dwóch turniejach triumfowali Anglicy pokonując w finałach Hiszpanów i Portugalczyków, w trzecim zaś niespodziewanie najlepsi okazali się Rosjanie. Angielskiemu zespołowi do triumfu w końcowej klasyfikacji wystarczało zatem zdobycie czwartego miejsca w ostatnich zawodach, uplasowali się jednak na piątej lokacie, a dzięki przyłożeniu Gonçalo Foro w ostatniej minucie finałowego pojedynku wygrali Portugalczycy. Dzięki zwycięstwu w tym turnieju reprezentanci Portugalii zdobyli jednocześnie mistrzostwo Europy, srebrny medal ze stratą jednego punktu przypadł Anglii, zaś brązowy Hiszpanii.
Po zakończeniu cyklu FIRA-AER opublikowała statystyki. Najwięcej punktów zdobył Anglik Christian Lewis-Pratt (191), w klasyfikacji przyłożeń triumfował zaś jego rodak Nicholas Royle (35).

## Informacje ogólne
System rozgrywek mistrzowskich został zmodyfikowany w perspektywie turnieju rugby 7 na Letnich Igrzyskach Olimpijskich 2016. Mistrzostwa zostały rozegrane w formie siedmiu turniejów w dwunastozespołowej obsadzie – czterech w Grand Prix Series, dwóch w Dywizji A oraz jednym w Dywizji B.
Mistrzem Europy zostawała drużyna, która po rozegraniu czterech turniejów w czerwcu i lipcu – w Lyonie, Moskwie, Barcelonie i Bukareszcie – zgromadziła najwięcej punktów, które były przyznawane za zajmowane w nich miejsca:
| Miejsce | Punkty |
| ------- | ------ |
| 1       | 18     |
| 2       | 16     |
| 3       | 15     |
| 4       | 14     |
| 5       | 12     |
| 6       | 10     |
| 7       | 8      |
| 8       | 6      |
| 9       | 4      |
| 10      | 3      |
| 11      | 2      |
| 12      | 1      |

W przypadku tej samej liczby punktów ich lokaty były ustalane kolejno na podstawie:
1. lepszego bilansu punktów zdobytych i straconych;
2. większej liczby zdobytych przyłożeń;
3. rzutu monetą.

Reprezentacje w każdym z turniejów zostały podzielone na dwie sześciozespołowe grupy rywalizujące w pierwszej fazie w ramach grup systemem kołowym, po czym nastąpiła faza pucharowa – dwie czołowe drużyny z każdej grupy awansowały do półfinałów, zespoły z miejsc trzeciego i czwartego do turnieju Plate, a pozostałe walczyły o Bowl. W fazie grupowej spotkania toczone były bez ewentualnej dogrywki, za zwycięstwo, remis i porażkę przysługiwały odpowiednio trzy, dwa i jeden punkt, brak punktów natomiast za nieprzystąpienie do meczu. W przypadku remisu w fazie pucharowej organizowana była dogrywka składająca się z dwóch pięciominutowych części, z uwzględnieniem reguły nagłej śmierci.
Przystępujące do turnieju reprezentacje mogły liczyć maksymalnie dwunastu zawodników. Rozstawienie w każdych zawodach następowało na podstawie wyników poprzedniego turnieju, a w przypadku pierwszych zawodów – na podstawie rankingu z poprzedniego roku uzupełnionego o Anglię i Walię, które uplasowano na miejscach 6–7 w rozgrywkach elity.
Pomiędzy dywizjami istniał system awansów i spadków zmodyfikowany w związku z dołączeniem od 2012 roku reprezentacji Szkocji – po zakończonym sezonie dwie najsłabsze reprezentacje z Grand Prix Series oraz Dywizji A zostały relegowane do niższych klas rozgrywkowych, a ich miejsce zajęli zwycięzcy zawodów odpowiednio Dywizji A oraz Dywizji B.

## Uczestnicy
Obsada turniejów została ustalona na podstawie wyników osiągniętych w poprzednich mistrzostwach.
| GPS | Dywizja A | Dywizja B |
| --- | --- | --- |
| - Portugalia - Francja - Rosja - Hiszpania - Gruzja - Anglia - Walia - Rumunia - Ukraina - Włochy - Mołdawia - Holandia | - Litwa - Polska - Niemcy - Czechy - Cypr - Izrael - Andora - Dania - Szwajcaria - Chorwacja - Belgia - Szwecja | - Łotwa - Serbia - Grecja - Norwegia - Węgry - Luksemburg - Bośnia i Hercegowina - Malta - Bułgaria - Monako - Słowacja - Estonia |

## Turnieje

### Lyon (18-19 czerwca)
| Miejsce | Reprezentacja |
| ------- | ------------- |
| 1       | Anglia        |
| 2       | Hiszpania     |
| 3       | Francja       |
| 4       | Portugalia    |
| 5       | Rosja         |
| 6       | Walia         |
| 7       | Gruzja        |
| 8       | Holandia      |
| 9       | Włochy        |
| 10      | Ukraina       |
| 11      | Rumunia       |
| 12      | Mołdawia      |

|  |                 |            |           |                   |    |           |           |       |
|  | Półfinały       | Półfinały  | Półfinały |                   |    | Finał     | Finał     | Finał |
|  | Półfinały       | Półfinały  | Półfinały |                   |    | Finał     | Finał     | Finał |
|  | 19 czerwca 2011 |            |           |                   |    |           |           |       |
|  |                 |            |           |                   |    |           |           |       |
|  | Hiszpania       | Hiszpania  | 19        |                   |    |           |           |       |
|  | Hiszpania       | Hiszpania  | 19        | 19 czerwca 2011   |    |           |           |       |
|  | Francja         | Francja    | 12        |                   |    |           |           |       |
|  | Francja         | Francja    | 12        |                   |    | Hiszpania | Hiszpania | 14    |
|  | 19 czerwca 2011 |            |           |                   |    | Hiszpania | Hiszpania | 14    |
|  |                 |            | Anglia    | Anglia            | 28 |           |           |       |
|  | Portugalia      | Portugalia | Anglia    | Anglia            | 28 | 14        |           |       |
|  | Portugalia      | Portugalia |           |                   |    |           |           |       |
|  | Anglia          | Anglia     | 33        |                   |    |           |           |       |
|  | Anglia          | Anglia     | 33        | Mecz o 3. miejsce |    |           |           |       |
|  |                 |            |           |                   |    |           |           |       |
|  | 19 czerwca 2011 |            |           |                   |    |           |           |       |
|  |                 |            |           |                   |    |           |           |       |
|  | Francja         | Francja    | 7         |                   |    |           |           |       |
|  | Francja         | Francja    | 7         |                   |    |           |           |       |
|  | Portugalia      | Portugalia | 0         |                   |    |           |           |       |
|  | Portugalia      | Portugalia | 0         |                   |    |           |           |       |

### Moskwa (25-26 czerwca)
| Miejsce | Reprezentacja |
| ------- | ------------- |
| 1       | Anglia        |
| 2       | Portugalia    |
| 3       | Hiszpania     |
| 4       | Gruzja        |
| 5       | Francja       |
| 6       | Walia         |
| 7       | Rosja         |
| 8       | Włochy        |
| 9       | Rumunia       |
| 10      | Ukraina       |
| 11      | Mołdawia      |
| 12      | Holandia      |

|  |                 |            |           |                   |    |            |            |       |
|  | Półfinały       | Półfinały  | Półfinały |                   |    | Finał      | Finał      | Finał |
|  | Półfinały       | Półfinały  | Półfinały |                   |    | Finał      | Finał      | Finał |
|  | 26 czerwca 2011 |            |           |                   |    |            |            |       |
|  |                 |            |           |                   |    |            |            |       |
|  | Portugalia      | Portugalia | 24        |                   |    |            |            |       |
|  | Portugalia      | Portugalia | 24        | 26 czerwca 2011   |    |            |            |       |
|  | Gruzja          | Gruzja     | 10        |                   |    |            |            |       |
|  | Gruzja          | Gruzja     | 10        |                   |    | Portugalia | Portugalia | 12    |
|  | 26 czerwca 2011 |            |           |                   |    | Portugalia | Portugalia | 12    |
|  |                 |            | Anglia    | Anglia            | 24 |            |            |       |
|  | Anglia          | Anglia     | Anglia    | Anglia            | 24 | 24         |            |       |
|  | Anglia          | Anglia     |           |                   |    |            |            |       |
|  | Hiszpania       | Hiszpania  | 14        |                   |    |            |            |       |
|  | Hiszpania       | Hiszpania  | 14        | Mecz o 3. miejsce |    |            |            |       |
|  |                 |            |           |                   |    |            |            |       |
|  | 26 czerwca 2011 |            |           |                   |    |            |            |       |
|  |                 |            |           |                   |    |            |            |       |
|  | Gruzja          | Gruzja     | 0         |                   |    |            |            |       |
|  | Gruzja          | Gruzja     | 0         |                   |    |            |            |       |
|  | Hiszpania       | Hiszpania  | 27        |                   |    |            |            |       |
|  | Hiszpania       | Hiszpania  | 27        |                   |    |            |            |       |

### Barcelona (9-10 lipca)
| Miejsce | Reprezentacja |
| ------- | ------------- |
| 1       | Rosja         |
| 2       | Włochy        |
| 3       | Portugalia    |
| 4       | Anglia        |
| 5       | Hiszpania     |
| 6       | Ukraina       |
| 7       | Francja       |
| 8       | Holandia      |
| 9       | Walia         |
| 10      | Gruzja        |
| 11      | Rumunia       |
| 12      | Mołdawia      |

|  |               |            |           |                   |   |       |       |       |
|  | Półfinały     | Półfinały  | Półfinały |                   |   | Finał | Finał | Finał |
|  | Półfinały     | Półfinały  | Półfinały |                   |   | Finał | Finał | Finał |
|  | 10 lipca 2011 |            |           |                   |   |       |       |       |
|  |               |            |           |                   |   |       |       |       |
|  | Anglia        | Anglia     | 14        |                   |   |       |       |       |
|  | Anglia        | Anglia     | 14        | 10 lipca 2011     |   |       |       |       |
|  | Rosja         | Rosja      | 17        |                   |   |       |       |       |
|  | Rosja         | Rosja      | 17        |                   |   | Rosja | Rosja | 7     |
|  | 10 lipca 2011 |            |           |                   |   | Rosja | Rosja | 7     |
|  |               |            | Włochy    | Włochy            | 5 |       |       |       |
|  | Włochy        | Włochy     | Włochy    | Włochy            | 5 | 12    |       |       |
|  | Włochy        | Włochy     |           |                   |   |       |       |       |
|  | Portugalia    | Portugalia | 7         |                   |   |       |       |       |
|  | Portugalia    | Portugalia | 7         | Mecz o 3. miejsce |   |       |       |       |
|  |               |            |           |                   |   |       |       |       |
|  | 10 lipca 2011 |            |           |                   |   |       |       |       |
|  |               |            |           |                   |   |       |       |       |
|  | Anglia        | Anglia     | 19        |                   |   |       |       |       |
|  | Anglia        | Anglia     | 19        |                   |   |       |       |       |
|  | Portugalia    | Portugalia | 22        |                   |   |       |       |       |
|  | Portugalia    | Portugalia | 22        |                   |   |       |       |       |

### Bukareszt (16-17 lipca)
| Miejsce | Reprezentacja |
| ------- | ------------- |
| 1       | Portugalia    |
| 2       | Hiszpania     |
| 3       | Francja       |
| 4       | Rosja         |
| 5       | Anglia        |
| 6       | Gruzja        |
| 7       | Włochy        |
| 8       | Walia         |
| 9       | Ukraina       |
| 10      | Rumunia       |
| 11      | Holandia      |
| 12      | Mołdawia      |

|  |               |            |            |                   |    |           |           |       |
|  | Półfinały     | Półfinały  | Półfinały  |                   |    | Finał     | Finał     | Finał |
|  | Półfinały     | Półfinały  | Półfinały  |                   |    | Finał     | Finał     | Finał |
|  | 17 lipca 2011 |            |            |                   |    |           |           |       |
|  |               |            |            |                   |    |           |           |       |
|  | Hiszpania     | Hiszpania  | 19         |                   |    |           |           |       |
|  | Hiszpania     | Hiszpania  | 19         | 17 lipca 2011     |    |           |           |       |
|  | Francja       | Francja    | 12         |                   |    |           |           |       |
|  | Francja       | Francja    | 12         |                   |    | Hiszpania | Hiszpania | 10    |
|  | 17 lipca 2011 |            |            |                   |    | Hiszpania | Hiszpania | 10    |
|  |               |            | Portugalia | Portugalia        | 14 |           |           |       |
|  | Rosja         | Rosja      | Portugalia | Portugalia        | 14 | 7         |           |       |
|  | Rosja         | Rosja      |            |                   |    |           |           |       |
|  | Portugalia    | Portugalia | 19         |                   |    |           |           |       |
|  | Portugalia    | Portugalia | 19         | Mecz o 3. miejsce |    |           |           |       |
|  |               |            |            |                   |    |           |           |       |
|  | 17 lipca 2011 |            |            |                   |    |           |           |       |
|  |               |            |            |                   |    |           |           |       |
|  | Francja       | Francja    | 7          |                   |    |           |           |       |
|  | Francja       | Francja    | 7          |                   |    |           |           |       |
|  | Rosja         | Rosja      | 0          |                   |    |           |           |       |
|  | Rosja         | Rosja      | 0          |                   |    |           |           |       |